# Convair F-106 Delta Dart
Convair F-106 Delta Dart ("Delta kopje oz. sulica)") je bil vsevremenski enomotorni prestreznik, ki ga je zasnoval Convair za Ameriške letalske sile (USAF). F-106 je zadnji namensko grajeni ameriški prestreznik. Upokojili so ga v 1980ih, je pa ostal v uporabi kot zračna tarča QF-106 do leta 1998.

## Tehnične specifikacije (F-106A)
Podatki iz Quest for Performance
Splošne karakteristike
- Posadka: 1
- Dolžina: 70,7 ft (21,55 m)
- Razpon kril: 38,25 ft (11,67 m)
- Višina: 20,28 ft (6,18 m)
- Površina kril: 661,5ft²/61,52m² (originalno krilo) or 695 ft²/64.57m² (spremenjeno krilo) ()
- Aeroprofil: NACA 0004-65 mod
- Teža praznega letala: 24420 lb (11077 kg)
- Naložena teža: 34510 lb (15670 kg)
- Pogon letala: 1 × Pratt & Whitney J75-17 turboreaktivni motor z dodatnim zgorevanjem, 24500 lbf (109 kN)
- * Vitkost (krilo): 2,10

 Zmogljivost 
- Maks. hitrost: Mach 2,3 (1525 mph, 2455 km/h)
- Doseg: 1800 mi (1600 nm, 2900 km) bojni
- Največji doseg: 2700 mi (2300 nm, 4300 km)
- Višina leta: 57000 ft (17000 m)
- Hitrost vzpenjanja: 29000 ft/min (150 m/s)
- Obremenitev kril: 52 lb/ft² (255 kg/m²)
- Razmerje potisk/teža: 0,71
- Razmerje vzgon/upor: 12.1
- Čas do višine: 6,9 min do 52700 ft (16065 m)

Oborožitev

- Strelno orožje: 1 20 mm caliber M61 Vulcan 6-cevni Gatlingov top (po letu 1972)
- Izstrelki: 

  - 2 AIM-4F Falcon
  - 2 AIM-4G Falcon
  - 1 AIR-2A Genie z jedrsko konico ali AIM-26 Super Falcon  (pred 1972)